# Valea Pădurii
Valea Pădurii falu Romániában, Maros megyében.

## Története
Mezőceked község része. A trianoni békeszerződésig Torda-Aranyos vármegye Marosludasi járásához tartozott.

## Népessége
2002-ben 214 lakosa volt, ebből 213 román és 1 magyar nemzetiségű.

## Vallások
A falu lakóinak többsége ortodox hitű.